# Luis Cimadamore
Luis Cimadamore (1970) es un pelotari argentino ganador de dos medallas de oro en los Campeonatos Mundiales de Pelota Vasca y una medalla de bronce en los Juegos Olímpicos de Barcelona 1992, donde se incluyó a la pelota vasca como deporte de exhibición. Fue también campeón mundial de pelota goma en la I Copa Mundial de Trinquete de 1997 y obtuvo una medalla de plata en los Juegos Panamericanos de 1995 en Mar del Plata. En el año 2000 recibió el Premio Olimpia de Plata, como mejor pelotaris argentino del año.

## Palmarés

### Campeón mundial
- 2002: trinquete, paleta goma (Pamplona)
- 2006: trinquete, paleta goma (México)

### Copa del Mundo de Trinquete
- 1997, I Copa (Bayona): paleta goma

### Juegos Olímpicos de Barcelona 1992 (deporte exhibición)
- Frontenis: medalla de bronce

### Juegos Panamericanos
- 1995, Mar del Plata: frontenis masculino; medalla de plata